# 三希修炼
宋代思想家、理学家周敦颐提出的儒教“三希真修”，曰：士希贤，贤希圣，圣希天。与“释教三皈”、“道教三炼”对。（释教有三皈大戒。曰：皈依僧，皈依法，皈依佛。道教有三炼实功。曰：精炼气，气炼神，神炼虚。）